# Sainte-Catherine (Roine)
Sainte-Catherine és un municipi francès situat al departament del Roine i a la regió d'Alvèrnia-Roine-Alps. L'any 2007 tenia 926 habitants.

## Demografia

### Població
El 2007 la població de fet de Sainte-Catherine era de 926 persones. Hi havia 352 famílies de les quals 85 eren unipersonals (45 homes vivint sols i 40 dones vivint soles), 117 parelles sense fills, 146 parelles amb fills i 4 famílies monoparentals amb fills.
La població ha evolucionat segons el següent gràfic:
Habitants censats

### Habitatges
El 2007 hi havia 418 habitatges, 353 eren l'habitatge principal de la família, 40 eren segones residències i 25 estaven desocupats. 362 eren cases i 54 eren apartaments. Dels 353 habitatges principals, 261 estaven ocupats pels seus propietaris, 83 estaven llogats i ocupats pels llogaters i 9 estaven cedits a títol gratuït; 1 tenia una cambra, 22 en tenien dues, 67 en tenien tres, 99 en tenien quatre i 164 en tenien cinc o més. 288 habitatges disposaven pel capbaix d'una plaça de pàrquing. A 144 habitatges hi havia un automòbil i a 187 n'hi havia dos o més.

### Piràmide de població
La piràmide de població per edats i sexe el 2009 era:
| Homes | Edats   | Dones |
| ----- | ------- | ----- |
| 0     | 95 o +  | 4     |
| 0     | 90 a 94 | 0     |
| 4     | 85 a 89 | 8     |
| 4     | 80 a 84 | 0     |
| 8     | 75 a 79 | 8     |
| 20    | 70 a 74 | 28    |
| 24    | 65 a 69 | 8     |
| 16    | 60 a 64 | 24    |
| 16    | 55 a 59 | 12    |
| 24    | 50 a 54 | 40    |
| 24    | 45 a 49 | 16    |
| 12    | 40 a 44 | 20    |
| 36    | 35 a 39 | 32    |
| 60    | 30 a 34 | 56    |
| 36    | 25 a 29 | 24    |
| 28    | 20 a 24 | 21    |
| 32    | 15 a 19 | 20    |
| 20    | 10 a 14 | 28    |
| 40    | 5 a 9   | 32    |
| 48    | 0 a 4   | 24    |

## Economia
El 2007 la població en edat de treballar era de 566 persones, 434 eren actives i 132 eren inactives. De les 434 persones actives 419 estaven ocupades (233 homes i 186 dones) i 15 estaven aturades (10 homes i 5 dones). De les 132 persones inactives 33 estaven jubilades, 47 estaven estudiant i 52 estaven classificades com a «altres inactius».

### Ingressos
El 2009 a Sainte-Catherine hi havia 352 unitats fiscals que integraven 935 persones, la mediana anual d'ingressos fiscals per persona era de 18.879 €.

### Activitats econòmiques
Dels 32 establiments que hi havia el 2007, 1 era d'una empresa alimentària, 1 d'una empresa de fabricació d'altres productes industrials, 7 d'empreses de construcció, 4 d'empreses de comerç i reparació d'automòbils, 5 d'empreses de transport, 3 d'empreses d'hostatgeria i restauració, 1 d'una empresa d'informació i comunicació, 2 d'empreses financeres, 1 d'una empresa immobiliària, 3 d'empreses de serveis, 3 d'entitats de l'administració pública i 1 d'una empresa classificada com a «altres activitats de serveis».
Dels 13 establiments de servei als particulars que hi havia el 2009, 1 era una oficina de correu, 3 tallers de reparació d'automòbils i de material agrícola, 1 paleta, 3 guixaires pintors, 2 lampisteries, 1 perruqueria i 2 restaurants.
Dels 2 establiments comercials que hi havia el 2009, 1 era una botiga de menys de 120 m² i 1 una carnisseria.
L'any 2000 a Sainte-Catherine hi havia 31 explotacions agrícoles que ocupaven un total de 651 hectàrees.

## Equipaments sanitaris i escolars
El 2009 hi havia 2 escoles elementals.

## Poblacions més properes
El següent diagrama mostra les poblacions més properes.